# HMS Repulse (S23)
Pour les autres navires du même nom, voir HMS Repulse.
Le HMS Repulse (pennant number : S23) est un sous-marin nucléaire lanceur d'engins de classe Resolution de la Royal Navy.

## Engagements
Le HMS Repulse était l’un des deux sous-marins lanceurs de missiles balistiques de classe Resolution qui furent commandés à Vickers-Armstrongs le 8 mai 1963. Deux autres unités furent commandées à Cammell Laird le même jour. Le HMS Repulse a été construit au chantier naval Vickers-Armstrongs de Barrow-in-Furness. Sa quille a été posée le 12 mars 1965 et il a été lancé le 4 novembre 1967. Il s’est échoué dans le chenal Walney pendant son lancement, mais il n’a pas été endommagé et, à la marée haute suivante, il a été remis à flot avec succès. Il a été mis en service le 28 septembre 1968. Alors qu’il était prévu qu’il soit le troisième navire de sa classe, les retards dans la construction du HMS Renown au chantier naval de Cammell Laird à Birkenhead ont fait que le Repulse a dépassé le Renown dans son avancement, et quand il a été mis en service il était le deuxième de sa classe. Il était le dernier navire de sa classe restant en service dans la marine lorsqu’il fut enfin déclassé en 1996.